# Jolanta Wiśniewska
Jolanta Teresa Wiśniewska z domu Jażewska (ur. 12 października 1959 w Bydgoszczy) – polska prawniczka, działaczka opozycji demokratycznej i podziemnej „Solidarności” w okresie PRL, związana m.in. z Radiem Solidarność, w latach 2011–2015 członkini zarządu Polskiego Radia.

## Życiorys
Ukończyła studia na Wydziale Prawa Uniwersytetu im. Mikołaja Kopernika w Toruniu oraz podyplomowe studia menedżerskie w Szkole Głównej Handlowej w Warszawie. Odbyła także aplikację radcowską.
W latach 80. związana z opozycją solidarnościową. Używała pseudonimów Ala, Alicja, Jolka. Po wprowadzeniu stanu wojennego brała udział w ukrywaniu sprzętu NZS, przez pewien czas pozostawała w ukryciu. Działała także w podziemnych strukturach Armenii RKW Mazowsze. Od 1984 była zastępczynią kierującego tą organizacją Wojciecha Stawiszyńskiego. W czerwcu 1984 została na ponad miesiąc tymczasowo aresztowana z przyczyn politycznych, postępowanie umorzono wkrótce na mocy amnestii.
Po przemianach politycznych była członkinią KLD, Unii Wolności i Platformy Obywatelskiej.
Od 1990 zawodowo związana z branżą mediową i reklamową. Do 1994 pełniła funkcje prezesa zarządu i dyrektora generalnego Radia Eska, będąc współzałożycielką tego radia. Reprezentowała spółkę Zjednoczone Przedsiębiorstwa Rozrywkowe w trakcie pierwszego procesu koncesyjnego, konkurującą wówczas z przedsiębiorstwem Radio Muzyka Fakty o pierwszą ogólnopolską koncesję radiową. W 1994 Jolanta Wiśniewska przeszła do RMF FM, została członkinią zarządu Radio Muzyka Fakty Sp. z o.o. oraz dyrektorem generalnym radia. Stanowiska te zajmowała do 1997. Odpowiadała za kwestie związane z administracją spółki, sprawy formalno-prawne dotyczące działalności emisyjnej stacji oraz za relacje z administracją (m.in. z KRRiT). W kolejnych latach zajmowała stanowiska wiceprezesa zarządu Fundacji Warta, dyrektora biura marketingu TU na Życie Warta Vita, dyrektora biura marketingu i PR TUiR Warta, dyrektora departamentu komunikacji marketingowej Polkomtela i dyrektora marketingu wydawnictwa Presspublica. Została również członkinią rady nadzorczej Związku Przedsiębiorców i Pracodawców oraz prezesem zarządu i właścicielką firmy New Derm.
W lipcu 2011 została powołana w skład zarządu Polskiego Radia. W tym samym miesiącu została wybrana na prezesa Związku Pracodawców Mediów Publicznych. W czerwcu 2015 została powołania przez radę nadzorczą Polskiego Radia na kolejną kadencję, jednak Krajowa Rada Radiofonii i Telewizji w lipcu odmówiła zatwierdzenia tej nominacji. Jolanta Wiśniewska została powołana na dyrektora biura marketingu Telewizji Polskiej (od października 2015).
W 2012 prezydent Bronisław Komorowski, za wybitne zasługi w działalności na rzecz przemian demokratycznych w Polsce, odznaczył ją Krzyżem Komandorskim Orderu Odrodzenia Polski. Uroczystość dekoracji odbyła 31 sierpnia 2012. Wyróżniona odznaką Zasłużony Działacz Kultury (2001), Brązowym Medalem „Zasłużony Kulturze Gloria Artis” (2005) oraz Krzyżem Wolności i Solidarności (2017).